# Andrey Shturbabin
Andrey Anatolyevich Shturbabin (ur. 30 maja 1972) – uzbecki judoka. Dwukrotny olimpijczyk. Zajął siódme miejsce w Atlancie 1996 i odpadł w eliminacjach w Sydney 2000. Walczył w wadze lekkiej.
Piąty na mistrzostwach świata w 2001; siódmy w 1995; uczestnik zawodów w 1997 i 2001. Startował w Pucharze Świata w latach 1996 - 2001. Brązowy medalista igrzysk azjatyckich w 1998, a także mistrzostw Azji w 2000. Drugi na wojskowych MŚ w 1997 roku.

## Letnie Igrzyska Olimpijskie 1996
| Konkurencja | Eliminacje            | Eliminacje               | Eliminacje            | Repasaże           | Repasaże                    | Klas. końcowa |
| Konkurencja | Przeciwnik I          | Przeciwnik II            | 1/4                   | Przeciwnik I       | Przeciwnik II               | Miejsce       |
| ----------- | --------------------- | ------------------------ | --------------------- | ------------------ | --------------------------- | ------------- |
| 71 kg       | Hassen Moussa (TUN) Z | Saleh Al-Sharrah (KUW) Z | Kwak Dae-sung (KOR) Z | Amir Ghomi (IRI) P | Christophe Gagliano (FRA) P | 7.            |

## Letnie Igrzyska Olimpijskie 2000
| Konkurencja | Eliminacje                  | Eliminacje                 | Klas. końcowa |
| Konkurencja | Przeciwnik I                | Przeciwnik II              | Miejsce       |
| ----------- | --------------------------- | -------------------------- | ------------- |
| 73 kg       | Giorgi Rewaziszwili (GEO) Z | Vsevolods Zeļonijs (LAT) P | 2 runda.      |